# Elieser Ben Yair
Elieser Ben Yair, judisk befälhavare som omkring år 70 e.kr. ledde seloternas försvar mot romarna i Masada, en fästning anlagd på en platå 400 meter ovanför Döda havets västra strand. Elieser Ben Yair höll här länge stånd mot de romerska legionärerna under den romerska guvernören Flavius Silva, men när det stod klart att fästningen skulle falla inom kort gav Elieser Ben Yair order om att de hellre skulle dö för egen hand än att dräpas/förslavas av romarna, därigenom brändes fästet innan romarna intog det och varje husfader dödade sina familjemedlemmar innan han själv tog sitt liv.